# Joseph Anglada
Joseph Anglada  (Ceret, 18 d'octubre del 1775 - Montpeller, 19 de desembre del 1833) va ser un metge i químic nord-català.

## Biografia
Era fill de Joseph-François Anglada, que va ser  un químic i metge reconegut, i també era nebot del degà de la facultat de dret de Montpeller. Joseph Anglada estudià a la universitat de Montpeller i s'hi doctorà en ciències el 1797. Fou professor suplent a l'Escola Central de Perpinyà el 1802. De l'any 1803 al 1809 va tenir cura del Conservatori de la Facultat de medecina de Montpeller i exercí de professor de química (1809-1833) i degà (1814, 1816-1820) de la Facultat de Ciències de la universitat. També va ser professor (1820), catedràtic de terapèutica i matèria mèdica i, del 1824 al 1833, catedràtic de medicina legal a la Facultat de Medicina. Entre els seus deixebles va tenir Antoine Jérôme Balard, descobridor del brom. Va ser autor de diverses publicacions de caràcter mèdic i especialment d'un Traité des eaux minérales... que elaborà a petició del Consell General dels Pirineus Orientals, i aprofitant observacions i anàlisis efectuades per Dominique Bouis a partir del 1818.
Va ser membre corresponent de l'Académie Royale de Médecine.
El seu fill, Charles Anglada (Montpeller, 28 d'octubre del 1809 - 4 d'abril del 1878) va ser metge i professor de la universitat de Montpeller. El 1869 fou distingit amb el grau de cavaller de la Legió d'Honor.

## Obres
- «Doctrine générale des maladies chroniques». Magasin encyclopédique, 1812.
- Appercu (sic) sur quelques unes des qualités et des connoissances nécessaires au médecin, [thése] présenté à l'École de Santé de Montpellier.  Montpellier: impr. de F. Seran, Gras et Coucourdan, 1796.
- Discours d'ouverture du cours de médecine légale à la faculté de Montpellier en 1826.  Montpellier: Jean Martel ainé, impr., 1826.
- Anglada, Joseph. Memoires pour servir à l'histoire générale des Eaux Minerales Sulfureuses et des eaux thermales.  París - Montpellier: Gabon - Sevalle, 1827-1828.[Enllaç no actiu] Imprès a la impremta Tastu de París
- Traité des eaux minérales et des établissemens thermaux du departement des Pyrénées-Orientales.  París - Montpellier: chez Baillière - chez Sevalle, 1833. («volum 1 digitalitzat». «volum 2 digitalitzat».) Reeditat: Perpignan: Imp. L'Indépendant, 1899
- Anglada, J; Anglada, Charles (rev.). Traité de toxicologie générale, enviasagée dans ses rapports avec la physique, la pathologie, la thérapeutique et la médecine légale.  París: chez Baillière, 1835.
- Anglada, Joseph; Bouis, D. Notice sur les établissements thermaux de Vernet, Pyrénées-Orientales.  S.l.: Alby, 1837.
- Notice sur les eaux acidules,alcalino-ferrugineuses du Boulou et de Saint-Martin-de-Fenouillar, Pyrénées-Orientales.  Montpellier: Imp. X.Jullien, 1840. Reeditat: Perpignan: Imp. L'Indépendant, 1899